# Anne Elliot
Anne Elliot é uma personagem fictícia protagonista de Persuasão (1817), o sexto e último romance concluído da escritora britânica Jane Austen.
Elliot foi persuadida, quando tinha dezenove anos, a romper o seu noivado com Frederick Wentworth, um jovem tenente promissor da Marinha Real Britânica, porém plebeu e sem fortuna. Solitária e pouco amada por um pai, um baronete presunçoso e pretensioso e por uma irmã mais velha, ela é pouco considerada em um círculo familiar incapaz de reconhecer seu valor, Elliot leva uma vida monótona de quase solteirona. Após oito anos, em setembro de 1814, a guerra naval com a França acabou, o jovem que ela nunca esqueceu retorna à Inglaterra, tendo conquistado dragonas, prestígio e fortuna na marinha. Os primeiros contatos são dolorosos. Ele manteve a imagem dela como alguém que é facilmente influenciado e ela vê claramente que ele ainda guarda rancor dela. Mas aos 27 anos, ela amadureceu e ganhou independência suficiente da família e de seu círculo social para escolher amigos e seu futuro.
A obra de Austen publicada postumamente, apresenta Elliot como o retrato de um espírito independente, uma mulher jovem, inteligente e melancólica, sensível e atenta aos outros, que recupera a autoconfiança quando lhe é dada uma segunda chance de encontrar a felicidade, uma felicidade muito diferente das outras heroínas austenianas, já que ela não se casa nem com um proprietário de terras nem com um clérigo, mas sim com um capitão da marinha. Ela teria “orgulho de ser esposa de um marinheiro”, mas também conheceria suas angústias e tristezas. É considerada a heroína mais lúcida e responsável de Austen e o leitor conhece de forma especial os seus pensamentos, que são de uma exatidão e de uma perspicácia sem paralelo nas heroínas de romances anteriores.

## Criação da personagem
Austen em carta datada de 13 de março de 1816 à sua sobrinha Fanny Knight, a lembra como imagens de perfeição a deixavam "doente e malvada” e menciona a heroína do romance que está em processo de escrita, com alguma ironia dizendo: "Talvez você goste da heroína, pois ela é quase boa demais para mim". Anne é a personagem principal de Persuasão e a narradora secundária, embora na verdade, apenas a sua visão dos acontecimentos está disponível ao leitor.

## Descrição
Anne Elliot é a filha do meio de um baronete narcisista e extravagante, Sir Walter Elliot, proprietário de Kellynch Hall. A sua mãe faleceu quando ela tinha catorze anos e sua família ainda inclui Elizabeth, a irmã mais velha atraente e egoísta e Mary, a irmã mais nova hipocondríaca e manipuladora. Com poucos que apreciam a sua natureza doce e a sua mente refinada e elegante, Elliot é um de alguma forma isolada, vivendo numa esfera social estreita onde não era ninguém para o pai e irmã, além de sua palavra não ter peso e sua conveniência estar sempre cedendo aos dos outros.
Lady Russell, a melhor amiga de sua falecida mãe, é sua única confidente verdadeira; e embora Lady Russell tenha boas intenções e geralmente demonstre bom senso, ela tende a dar grande valor à posição social ao formar suas opiniões. Esta preferência causou grande tristeza a Elliot: oito anos antes, Lady Russell a persuadiu a romper um noivado com um jovem promissor oficial da marinha chamado Frederick Wentworth - um homem que ela amava apaixonadamente - alegando que a sua pobreza, falta de posição social e conexões faziam dele uma escolha inadequada, enquanto o pai indicou que não faria nada por ela a título de dote. Casar-se com um militar, sem perspectivas de promoção, era considerado algo indigno para a filha de um baronete.
Elliot nunca se recuperou totalmente do ocorrido e fecha-se para um novo interesse amoroso. Ela inicia Persuasão como uma figura triste, ignorada por seu pai, "terrivelmente alterada" na aparência, desprezada pela irmã mais velha e resignada a uma vida vazia. Quando o capitão Wentworth, retorna das Guerras Napoleônicas para visitar a vizinhança, sua presença faz com que a vida dela retome seu movimento. Agora, com 27 anos, ela parece resignada com o seu destino de permanecer solteira. Esta idade a tornou significativamente mais velha que as outras heroínas de Austen.

## Adaptações
A primeira adaptação de Anne Elliot ocorreu em 1960, através da adaptação televisiva em formato de minissérie de Persuasão produzido pela emissora BBC, o qual Daphne Slater interpreta Elliot. A atriz já havia interpretado outras personagens de Austen em adaptações para a televisão, sendo elas: Harriet Smith em Emma (1948) e Elizabeth Bennet em Orgulho e Preconceito (1952). A seguir, em 1971, outra adaptação de Persuasão foi realizada pela BBC, com Anne Firbank interpretando Elliot. Em 1995, um lançamento cinematográfico de Persuasão foi lançado com Amanda Root interpretando a protagonista Elliot. Mais tarde, em 2007, a emissora ITV lançou um filme para televisão, o qual Elliot foi interpretada por Sally Hawkins, que foi nomeada Melhor Atriz no Royal Television Society Awards e venceu o prêmio de Melhor Performance por Atriz em Filme para Televisão no Monte-Carlo Television Festival. Dakota Johnson interpreta Elliot, na adaptação cinematográfica de Persuasão lançada em 2022, através da plataforma de streaming de vídeos Netflix.